# Heinrich Muche
Heinrich Muche (* 1649 in Breslau; † um 1696 ebenda) war ein deutscher Maler und Ostasienreisender.

## Leben
Heinrich Muche, ein ausgebildeter Maler, hatte die Reiselust nach eigenen Angaben „durch lesen verschiedner Landbeschreibungen empfangen“ und als er zwanzig Jahre alt war, sich „wiederumb in solchen Büchern“ umgesehen. Besonders „Herr Johan Neuhofs Reise Beschreibung nach China“ (Joan Nieuhof: Het gezantschap der Neêrlandtsche Oost-Indische Compagnie, aan den grooten Tartarischen Cham, den tegenwoordigen Keizer van China (1665)) stimulierte ihn zum Aufbruch nach Fernost. Am 13. Juni 1669 verließ er seine Geburtsstadt und zog nach Amsterdam, wo er am 20. August bei der Ostindien-Kompanie (VOC) als Soldat anheuerte. Am 13. Oktober lief ihre Flotte aus und erreichte nach einer ruhigen Überfahrt mit nur einem einzigen Toten am 23. März 1670 die Reede von Batavia. Muche diente zunächst als Soldat, wurde aber 1672 zur Festungsapotheke abkommandiert, wo er dem wissensdurstigen Arzt Andreas Cleyer als Zeichner diente und in dieser Funktion Cleyers naturkundliche Forschungen aus nächster Nähe erlebte. Allerdings war es mit den Beziehungen der beiden nicht zum Besten bestellt, und Muche zog 1673 mit Johannes Camphuys (1634–1695), dem designierten Leiter der VOC-Niederlassung Dejima, nach Japan. Vom Land sah er nicht viel, doch verbrachte er das Jahr mit seinem belesenem Vorgesetzten Camphuys, der großes Interesse an Japonica hatte und Forschern wie Georg Eberhard Rumpf und Engelbert Kaempfer unterstützte. Von 1691 bis 1704 hatte er das Amt des Generalgouverneurs von Niederländisch-Ostindien inne. In Japan gab er bei Muche diverse Blätter in Auftrag, auch ließ er ihn seine heimlich im Schloss zu Edo aufgenommene Skizze des Audienzsaales ausarbeiten.
Nach dem einjährigen Dienst in Japan arbeitete Muche von Dezember 1674 bis Juni 1675 bei den Kartenmachern in Batavia. Im September 1678 wurde er sogar für ein Porträt des von 1675 bis 1690 auf der Gewürzinsel Ternate regierenden Sultans Kaicil Sibori Amsterdam eingesetzt.
Zurück in Breslau machte sich Muche an ein Reisebuch, das er 1694 abschloss: Dreizehn jährige Ost Indischer Reise Tag Register. Mit 988 Blatt hatte er das umfangreichste derartige Manuskript des 17. Jahrhunderts erstellt. Wie so manch anderer Ostindienfahrer versuchte auch Muche, ein möglichst gelehrtes Werk vorzulegen, und reicherte seine Beobachtungen mit niederländischen, französischen, lateinischen und deutschen Gedichten sowie angelesenen Erzählungen an. Vieles davon ist heute entbehrlich, doch bietet Muche allerlei Informationen zu Personen, Vorgängen und Objekten an, so dass das Werk als Ergänzung zu den Quellen der VOC und anderen Reisebüchern dienlich ist. Das Originalmanuskript ging im Zweiten Weltkrieg verloren. Der Text ist jedoch als Typoskript erhalten, das der Berliner Kunsthistoriker Otto Kümmel (1874–1952) während der dreißiger Jahre für eine Publikation des Berliner Japan-Instituts angefertigt hatte. Die dem Reisebuch beigefügten Aquarelle gingen zum großen Teil verloren. Das Schicksal der zahlreichen Auftragsarbeiten in Batavia wurde bislang noch nicht verfolgt. Ein Album von unbekannter Hand in Berlin (Effigies nationum) geht wahrscheinlich auf Vorlagen von Muche zurück. Zumindest eines der für Cleyer angefertigten Blätter wurde für eine Illustration in den Miscellanea Curiosa der Leopoldina genutzt.
Muche gehört zu jenem Kreis von Künstlern, die zur Ausformung neuer Bildtraditionen bei der Wiedergabe von Natur und Menschen in Ostindien beitrugen.

## Werke
Dreizehn jährige Ost Indischer Reise Tag Register. Manuskript, Breslau 1694. (Ein Typoskript des verschollenen Manuskripts aus der ehemaligen Stadtbibliothek Breslau wird in Berlin gehütet: Staatliche Museen zu Berlin – Preußischer Kulturbesitz Ethnologisches Museum).